# 加布里埃尔·费尔南德斯谋杀案
2013年5月24日，加利福尼亚州帕姆代尔（Palmdale）的8岁男孩加布里埃尔·费尔南德斯（Gabriel Fernandez）在两天前被其母亲珀尔·费尔南德斯（Pearl Fernandez）及其男友伊绍罗·阿吉雷（Isauro Aguirre）殴打后死亡，他曾在几个月内受到虐待和折磨。珍珠·费尔南德斯和伊索罗·阿吉雷都被指控并被判定犯有一级谋杀罪，并有酷刑的特殊情况。费尔南德斯被判处终身监禁，不得假释，阿吉雷则被判处死刑。
在费尔南德斯与母亲和阿吉雷呆在一起的八个月中，多人向洛杉矶县儿童和家庭服务部和洛杉矶县警察局的社会工作者报告了虐待迹象。然而，费尔南德斯从未被从这个家庭中带走。这导致人们对洛杉矶县社会服务的有效性和效率产生了一些担忧，并最终导致四名社会工作者在洛杉矶高级法院受到刑事指控。

## 受害者
加布里埃尔·丹尼尔·费尔南德斯出生于2005年2月20日，父亲是阿诺德·孔特雷拉斯，母亲是珀尔·费尔南德斯。出生后不久，加布里埃尔就被置于其母亲一方的曾叔父迈克尔·莱莫斯·卡兰萨和他的伙伴大卫·马丁内斯的监护之下。他们继续抚养费尔南德斯达四年之久。2009年，由于祖父反对卡兰萨和马丁内斯的同性关系，四岁的加布里埃尔搬到了他的祖父母家。他一直和祖父母生活在一起，直到2012年，他的母亲珀尔·费尔南德斯和她的男友伊索罗·阿吉雷不顾家人对他的福利表示担忧，重新获得了对他的实际监护权。